# Salomon Coster
Salomon Coster (c 1620 - 1659) fue un relojero holandés de La Haya, que en 1657 construyó el primer reloj de péndulo de acuerdo con el diseño ideado por Christiaan Huygens (1629-1695).

## Semblanza
Los primeros relojes de péndulo de Coster estaban firmados con la marca "Samuel Coster Haghe met privilege" (Samuel Coster de La Haya con privilegio), lo que indicaba que el inventor le había autorizado a construir tales relojes. John Fromanteel, hijo de un relojero londinense, trabajó para Coster, siendo uno de los muchos constructores extranjeros que pronto fabricaron relojes de péndulo siguiendo el prototipo de Huygens y Coster. El 3 de septiembre de 1657 se firmó un contrato entre Salomon Coster y John Fromanteel que permitía a este último continuar fabricando estos relojes. El diseño del reloj se convirtió en un nuevo punto de partida en la industria de la relojería, debido a su nivel de precisión de cronometraje, desconocida hasta entonces. 
El reloj de péndulo existente más antiguo está firmado por Salomon Coster y data de 1657. Se exhibe en el Museo Boerhaave de Leiden, Países Bajos. Coster murió repentinamente en 1659.